# Abdel-Kader Abbes

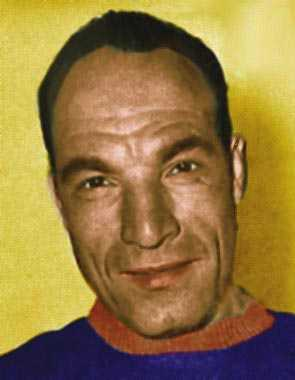
Abdel-Kader Abbes

Abdel-Kader Abbes (* 14. März 1914 in Lavigerie, heute Mohammadia, Französisch-Algerien; † 22. März 1995 in Blida) war ein algerisch-französischer Radrennfahrer und nationaler Meister im Radsport.

## Sportliche Laufbahn
Abbes, Sohn algerischer Eltern, nahm 1962 die französische Staatsbürgerschaft an.
Er begann als Amateur im Verein Union Sportive Blidéenne mit dem Radsport. 1932 belegte er den ersten Platz beim Grand Prix Pélissier. 1933 siegte er in den Rennen Grand Prix de l’A.S.S.E., Grand Prix Automoto und Grand Prix Dianoux, 1934 im Prix de la Ruche. 1935 gewann er den Grand Prix des Circuit d’Algerie.
1936 wurde er Berufsfahrer und nahm an der Tour de France teil, die er auf dem 42. Platz beendete, 1951 schied er aus. 1940 bis 1945 startete er wieder als Amateur, 1949 bis 1952 dann nochmal als Profi. In seiner Profizeit gewann er vier Rennen.
1942 gewann er eine Etappe der Tour de l’Indre, 1949 den Grand Prix d’Algier. Die Trophee du Journal d’Alger gewann er 1949 und 1950.
Im Bahnradsport wurde er 1941 französischer Meister in der Einerverfolgung der Amateure.